# دبرته
دبرته (به مجاری:  Debréte) یک منطقهٔ مسکونی در مجارستان است که در ناحیه ادلنی واقع شده‌است. دبرته ۹٫۶۲ کیلومتر مربع مساحت و ۱۹ نفر جمعیت دارد.